# Castle Cary
Castle Cary è un paese di 2 096 abitanti del Somerset, in Inghilterra.